# Vårtbjörksguldmal
Vårtbjörksguldmal (Phyllonorycter ulmifoliellus) är en fjärilsart som först beskrevs av Jacob Hübner 1817.  Vårtbjörksguldmal ingår i släktet guldmalar, och familjen styltmalar. Arten är reproducerande i Sverige.